# Nakamichi
Nakamichi Co., Ltd. foi uma fabricante japonesa de equipamentos AV. Atualmente, Nakamichi é uma subsidiária da holding chinesa Grande Holdings. 

## História
Fundada em 1948, já foi um fabricante de médio porte listado na segunda seção da Bolsa de Valores de Tóquio.
Desde o início, desenvolveu gravadores de fita cassete compactos e, das décadas de 1970 a 1980, produziu produtos como 1000 (lançado na América do Norte em 1972), 700 (lançado em 1973), 1000ZXL (lançado em 1980), DRAGON (lançado em 1982), CR-70 (lançado em 1985) e ficou famoso por seus toca-fitas de última geração. Tal como o RX-505 e o RX-202 (ambos lançados em 1983), existiram modelos exclusivos que, a fim de garantir uma reprodução estável sem perturbar o azimute, incorporaram um mecanismo de auto reversão que gira a própria fita cassete em 180 graus. Também foi utilizado no sistema de som automotivo original do Lexus LS400 (nome japonês na década de 1990 era Toyota Celsior) e Bugatti EB110. Para reduzir ao mínimo a perda de informação, foi equipado com um mecanismo que ajusta o ângulo de azimute de acordo com a fita cassete.
A maioria dos produtos da companhia eram produtos topo de linha relacionados à áudio analógico, por isso, na década de 1990, não conseguiu acompanhar a difusão dos CDs e teve grandes dificuldades com produtos de consumo topo de linha. Foram lançados máquinas comerciais para ouvir CD e produtos de áudio automotivo, e especialmente as máquinas comerciais para ouvir CD foram instaladas em muitas lojas de CD.
No entanto, a empresa sofreu dificuldades financeiras após o estouro da bolha econômica e, em 1997, tornou-se subsidiária da The Grande Holdings Limited, um fundo de investimento Chines com sede em Hong Kong, mesmo assim, a sua situação empresarial não melhorou e, em 19 de fevereiro de 2002, a empresa entrou com pedido de aplicação da Lei de Reabilitação Civil e decretou falência.
Embora a empresa tenha continuado a desenvolver e vender equipamentos AV no Japão e no exterior, as vendas no Japão foram encerradas em 31 de maio de 2008. No entanto, a empresa continua a vender produtos para mercados fora do Japão (TVs de plasma e LCD, etc.).
O Presidente Jiro Nakamichi deixou Nakamichi em agosto de 1998 e fundou uma nova empresa. Ele lançou uma marca chamada Niro Nakamichi e vendia amplificadores integrados de última geração, mas a empresa foi liquidada em 2020.